# Mauro Silva
Mauro Silva, właśc. Mauro da Silva Gomes (ur. 12 stycznia 1968 w São Bernardo do Campo) – brazylijski piłkarz grający na pozycji defensywnego pomocnika. Z reprezentacją Brazylii, w której barwach rozegrał 58 meczów, zdobył w 1994 roku mistrzostwo świata. Przez trzynaście lat był zawodnikiem Deportivo La Coruña. W 2000 roku wygrał z nim rozgrywki ligowe w Hiszpanii, ponadto trzykrotnie triufmował w Pucharze kraju. Piłkarską karierę zakończył w 2005 roku w wieku trzydziestu siedmiu lat.

## Sukcesy piłkarskie
- mistrzostwo stanu São Paulo 1990 z Guarani FC
- mistrzostwo Hiszpanii 2000, Puchar Hiszpanii 1995, 2000 i 2002 oraz Superpuchar Hiszpanii 1995, 2000 i 2002 z Deportivo La Coruna

W reprezentacji Brazylii od 1991 do 2001 roku rozegrał 58 meczów, nie zdobył żadnej bramki – mistrzostwo świata 1994 oraz Copa América 1997.